# Polygonaceae
Троскоти (Polygonaceae) је породица дикотиледоних биљака из реда Caryophyllales. Обухвата 43 рода са преко 1.000 врста. Породица је космополитски распрострањења, са изузетком Сахаре и Индомалајске области. Породица је названа по типском роду троскота, Polygonum, чији би назив значио многоколенаст, што имплицира на надувене и изражене чворове (нодусе) на стаблима већег дела врста ове породице.

## Опис[2][3]
Биљке из породице троскота су зељасте или дрвенасте биљке, најчешће вишегодишње. Понекад су по животној форми лијане или фанерофите (жбунови или дрвеће). Стабло је коленасто чланковито. Листови су наизменично распоређени на стаблу, или у ретким случајевима пршљенасто, са залисцима који су срасли у кожаст рукавац (охреу). Фотосинтетичка функција је код неких врста измештена у стабло (кладодије).
Актиноморфни трициклични цветови груписани су у гроздасте или цимозне цвасти. Цветни омотач (перијант) је прост, састављен из 3–6 листића (валве) који су најчешће зелене боје. Прашника је 3–9, унутрашњи прашници носе нектарије. Тучак је најчешће састављен 3 оплодна листића, који су срасли у једнооки натцветни плодник. Семени заметак је ортотропан до анатропан, унитегмичан и красинуцелатан. Плацентација семеног заметка је базална. Развој ембрионске кесице је Polygonum–типа.
Цветови су најчешће хермафродитни, а ређе једнополни. Биљке су косексуалне хермафродитних цветова, једнодоме или дводоме. Опрашивање се врши ветром (анемофилија) или инсектима (ентомофилија). 
Плод је једносемена, тространа или двострана орашица или ахенија, понекад обавијена сочним цветним омотачем или цветном ложом. Семе је са брашнавим (скробним) ендоспермом и периспермом.

## Значај породице
Поједине врсте из ове породице узгајају се као јестиве биљке (хељда, рабарбара, зеље), или користе као самоникле јестиве биљке (кисељак, дивље зеље). Ризоми врста Rheum officinale и Bistorta officinalis (Polygonum bistorta, срчаник) користе се у медицини. Човек је због лепог изгледа култивисао неколико врста које се данас узгајају као украсне биљке.
Највећи економски значај биљака из ове породице је као корова у усевима. Такође, врста Reynoutria japonica као изразито компетитивна инвазивна врста нарушава природне екосистеме Европе.

## Систематика
Породица Polygonaceae обухвата следеће родове:
|  |  |  |

## Филогенија
Фосилни остаци породице Polygonaceae познати су из еоцена. Сматра се да постоје две еволутивне линије у фамилији, једна која обухвата зељасте биљке (потпородица Polygonoideae) и друга која обухвата дрвенасте биљке (потпородица ). Родови  и  су према подацима молекуларнофилогенетских истраживања смештени у основи ових великих еволутивних линија, те се род Symmeria понекад издваја у засебну потфамилију Symmerioideae.